# Отворено првенство Индијан Велса 2011.
Отворено првенство Индијан Велса 2011. (познат и као Индијан Велс мастерс 2011. у мушкој конкуренцији) био је тениски турнир који се играо у Индијан Велсу, у Калифорнији, у току прве двије седмице марта 2011. Турнир се играо 37. пут, а ове сезоне је због спонзора познат као BNP Paribas Open. Турнир је дио Мастерс 1000 серије турнира за мушкарце, а Обавезни Премијер турнир за жене. Турнир се одржава на теренима а од 7. do 20. марта.

## Турнир
Отворено првенство Индијан Велса 2011. се игра на теренима а од 7. do 20. марта. Први је турнир АТП мастерс 1000 серије међу АТП турнирима 2011, и први од Обавезни премијер турнир међу ВТА турнирима 2011. Турнир се игра на осам отворених терена са тврдом подлогом. This has been given a medium–slow court speed.

### Око соколово
Отворено првенство Индијан Велса 2011. је први турнир који користи технологију ока сололовог на свим теренима. Већина турнира је имала технологију на главним теренима (углавном само три терена на гренд слем турнирима), али турнир у Индијан Велсу сада има око соколово на свих својих осам терена.

## Поени и новчана награда
| Успјех        | Мушкарци појединачно | Мушки парови | Жене појединачно | Женски парови |
| ------------- | -------------------- | ------------ | ---------------- | ------------- |
| Побједа       | 1000                 | 1000         | 1000             | 1000          |
| Финале        | 600                  | 600          | 700              | 700           |
| Полуфинале    | 360                  | 360          | 450              | 450           |
| Четвртфинале  | 180                  | 180          | 250              | 250           |
| Осмина финала | 90                   | 90           | 140              | 140           |
| Треће коло    | 45                   | 45           | 80               | 80            |
| Друго коло    | 25 (10)              |              | 50               |               |
| Прво коло     | 10                   | –            | 5                | –             |
| Квалификант   | 12                   | –            | 30               | –             |

## Тенисери

### Носиоци
| Држава     | Тенисер               | Ранг* | Носилац |
| ---------- | --------------------- | ----- | ------- |
| Шпанија    | Рафаел Надал          | 1     | 1       |
| Швајцарска | Роџер Федерер         | 2     | 2       |
| Србија     | Новак Ђоковић         | 3     | 3       |
| Шведска    | Робин Седерлинг       | 4     | 4       |
| ВБ         | Енди Мари             | 5     | 5       |
| Шпанија    | Давид Ферер           | 6     | 6       |
| Чешка      | Томаш Бердих          | 7     | 7       |
| САД        | Енди Родик            | 8     | 8       |
| Шпанија    | Фернандо Вердаско     | 9     | 9       |
| Аустрија   | Јирген Мелцер         | 10    | 10      |
| Шпанија    | Николас Алмагро       | 12    | 11      |
| Швајцарска | Станислас Вавринка    | 14    | 12      |
| САД        | Марди Фиш             | 15    | 13      |
| Хрватска   | Иван Љубичић          | 16    | 14      |
| Француска  | Жо-Вилфрид Цонга      | 17    | 15      |
| Србија     | Виктор Троицки        | 18    | 16      |
| Хрватска   | Марин Чилић           | 20    | 17      |
| Француска  | Ришар Гаске           | 21    | 18      |
| Кипар      | Маркос Багдатис       | 22    | 19      |
| Украјина   | Александар Долгополов | 23    | 20      |
| САД        | Сем Квери             | 24    | 21      |
| Шпанија    | Гиљермо Гарсија-Лопез | 25    | 22      |
| Шпанија    | Алберт Монтањес       | 26    | 23      |
| Француска  | Микаел Љодра          | 27    | 24      |
| Шпанија    | Томи Робредо          | 28    | 25      |
| Бразил     | Томас Белучи          | 29    | 26      |
| Аргентина  | Хуан Монако           | 30    | 27      |
| Француска  | Жил Симон             | 31    | 28      |
| Аргентина  | Хуан Игнасио Чела     | 32    | 29      |
| САД        | Џон Изнер             | 33    | 30      |
| Летонија   | Ернестс Гулбис        | 34    | 31      |
| Њемачка    | Филип Колшрајбер      | 35    | 32      |

- Пласман на АТП листи од 7. марта 2011.[8]

### Остали учесници
Тенисери који су добили специјалну позивницу организатора за учешће на турниру:
- Ричард Беранкис[9]
- Џејмс Блејк[10]
- Рајан Харисон[10]
- Милош Раонић[10]
- Бернард Томић[10]

Тенисери који су до главног жреба доспјели играјући квалификације:
- Алекс Богомолов
- Рохан Бопана
- Флавио Чипола
- Рик де Вуст
- Сомдев Деварман
- Метју Ебден
- Крис Гучоне
- Маринко Матошевић
- Мајкл Расел
- Тим Смичек
- Рајан Свитинг
- Доналд Јанг

### Повлачења
- Гаел Монфис (ручни зглоб)
- Михаил Јужни (леђа)
- Хуан Карлос Фереро (кољено и ручни зглоб)
- Давид Налбандијан (покидана тетива и брух)

## Тенисерке

### Носиоци
| Држава      | Тенисерка                   | Ранг* | Носилац |
| ----------- | --------------------------- | ----- | ------- |
| Данска      | Каролина Возњацки           | 1     | 1       |
| Белгија     | Ким Клајстерс               | 2     | 2       |
| Русија      | Вера Звонарјова             | 3     | 3       |
| Аустралија  | Саманта Стосур              | 4     | 4       |
| Италија     | Франческа Скјавоне          | 5     | 5       |
| Србија      | Јелена Јанковић             | 6     | 6       |
| Кина        | Ли На                       | 7     | 7       |
| Бјелорусија | Викторија Азаренка          | 9     | 8       |
| Пољска      | Агњешка Радвањска           | 10    | 9       |
| Израел      | Шахар Пер                   | 12    | 10      |
| Русија      | Светлана Кузњецова          | 13    | 11      |
| Чешка       | Петра Квитова               | 14    | 12      |
| Италија     | Флавија Пенета              | 15    | 13      |
| Естонија    | Каја Канепи                 | 16    | 14      |
| Француска   | Марион Бартоли              | 17    | 15      |
| Русија      | Марија Шарапова             | 18    | 16      |
| Русија      | Анастасија Пављученкова     | 19    | 17      |
| Русија      | Нађа Петрова                | 20    | 18      |
| Србија      | Ана Ивановић                | 21    | 19      |
| Француска   | Араван Резај                | 22    | 20      |
| Њемачка     | Андреа Петковић             | 23    | 21      |
| Русија      | Алиса Клејбанова            | 24    | 22      |
| Белгија     | Јанина Викмајер             | 25    | 23      |
| Русија      | Марија Кириленко            | 26    | 24      |
| Словачка    | Доминика Цибулкова          | 27    | 25      |
| Словачка    | Данијела Хантухова          | 28    | 26      |
| Румунија    | Александра Дулгеру          | 29    | 27      |
| Шпанија     | Марија Хосе Мартинез Санчез | 30    | 28      |
| Аустралија  | Јармила Грот                | 31    | 29      |
| Бугарска    | Цветана Пиронкова           | 32    | 30      |
| Чешка       | Клара Закопалова            | 33    | 31      |
| Њемачка     | Јулија Гергес               | 34    | 32      |

- Пласман на ВТА листи од 28. фебруара 2011.[11]

### Остале учеснице
Тенисерке које су добиле специјалну позивницу организатора за учешће на турниру:
- Џил Крејбас[10]
- Лорен Дејвис[10]
- Вања Кинг[10]
- Кристин Макхејл[10]
- Сања Мирза[10]
- Алисон Риске[10]
- Слоун Стивенс[10]
- Коко Вондевеге[10]

Тенисерке које су до главног жреба доспјеле играјући квалификације:
- Сорана Крстеа[12]
- Ализ Корне[12]
- Мисаки Дој[12]
- Кирстен Флипкенс[12]
- Џејми Хамптон[12]
- Луција Храдецка[12]
- Нурија Љагостера Вивес[12]
- Ребека Марино[12]
- Моника Никулеску[12]
- Тамира Пашек[12]
- Лаура Поус Тијо[12]
- Шуај Џанг[12]

### Повлачења
- Серена Вилијамс (стопало и наставља да не игра на турниру од 2001)
- Винус Вилијамс (стомачни мишић и наставља да не игра на турниру од 2001)

## Побједници

### Мушкарци појединачно
Новак Ђоковић побиједио је  Рафаела Надала, 4–6, 6–3, 6–2

### Жене појединачно
Каролина Возњацки побиједила је  Марион Бартоли, 6–1, 2–6, 6–3

### Мушки парови
Александар Долгополов и  Гзавије Малис побиједили су  Роџера Федерера и  Станисласа Вавринку, 6–4, 6–7(5), [10–7]

### Женски парови
Сања Мирза и  Јелена Веснина побиједиле су  Бетани Матек Сандс и  Меган Шонеси, 6–0, 7–5